# Poecilopsis rufifrons
Poecilopsis rufifrons är en fjärilsart som beskrevs av Harrison. Poecilopsis rufifrons ingår i släktet Poecilopsis och familjen mätare. Inga underarter finns listade i Catalogue of Life.